# Campamento (San Roque)
Campamento es una localidad española y pedanía del municipio andaluz de San Roque, se encuentra enmarcado en la comarca del Campo de Gibraltar en la provincia de Cádiz. 
Está situado en la Área metropolitana de la Bahía de Algeciras, a cuatro kilómetros al sur del núcleo principal de San Roque.
Actualmente cuenta con 1.836 habitantes, es la sexta pedanía sanroqueña respecto a su población, y junto a Puente Mayorga y Guadarranque conforman el Distrito Bahía (una de las divisiones administrativas del municipio), del que es su capital, y por tanto en él reside la tenencia de alcaldía.

## Situación
Limita al norte con Puente Mayorga y al sur con La Línea de la Concepción. Al este de esta población se encuentra el polígono empresarial de Campamento y este limita con Sierra Carbonera; y al oeste, en la costa, la playa de Campamento y las instalaciones portuarias de la pedanía.
| Noroeste: Puente Mayorga    | Norte: San Roque Centro        | Noreste: Polígono de Campamento    |
| Oeste: Bahía de Algeciras   |                                | Este: Sierra Carbonera             |
| Suroeste Bahía de Algeciras | Sur: La Línea de la Concepción | Sureste: La Línea de la Concepción |

## Historia
A lo largo de los siglos XVI y XVII aparece reseñada la importancia de las tierras de Benalife. Sin embargo, la actual población surgió con ocasión del Gran Sitio de Gibraltar. En este lugar se estableció un importante campamento de fuerzas españolas, que daría nombre a la actual localidad, así como un hospital de sangre. En el siglo XVII existían los cortijos de Benalife y Buena Vista. En el paraje de este último existió un importante acuartelamiento desde 1715. En este cuartel tuvo su residencia el general Castaños, en 1803. La presencia británica en la zona era un hecho, que se manifestaba en las costumbres típicamente inglesas. 
La caza del zorro —vinculada a Gibraltar desde 1810—, el juego del polo, el golf o las carreras de galgos y de caballos se habían hecho habituales. En este sentido, ligadas a las sociedades gibraltareñas se creó en Campamento el hipódromo de la Sociedad Andaluza de Carreras de Caballos, constituyéndose en verdadero centro de este deporte en Andalucía. Los famosos llanos del polo propiciaron esta práctica, que fue en auge con la entrada del nuevo siglo. El hipódromo moderno se inauguró en 1916, coincidiendo con la construcción de la carretera de Campamento a La Línea, que incluía el puente del Príncipe Alfonso sobre el arroyo Cachón. En la misma fecha se inauguró el hotel del mismo nombre, y que llegó a tener gran prestigio entre quienes llegaban a la comarca. 
El hipódromo continuó funcionando hasta 1936, contando con gran afición en los pueblos de la zona. 
En la actualidad esta población vive un importante desarrollo portuario en la zona de Punta Mala.

## Industria
Campamento está ubicado en la costa este de la bahía de Algeciras, donde se realiza un número importante de reparaciones marítimas. En la actualidad, Campamento se encuentra en fase de ampliación, como otra de las grandes apuestas por el desarrollo de la bahía de Algeciras, dirigida no hacia nuevos operadores sino hacia nuevas áreas de negocio. Campamento se consolida como un enclave a nivel internacional para la ejecución de proyectos singulares, como fue en su momento la construcción del “Dique flotante de Mónaco” (2002) que sirvió para ampliar el Puerto de la Condomine o el proyecto de construcción de una planta “Offshore” de almacenamiento de gas licuado -LNG- (2008), proyecto desarrollado por la multinacional ExxonMobil, a través de su filial Esso Española, y que ha sido trasladado al Mar Adriático, donde tendrá su ubicación definitiva.

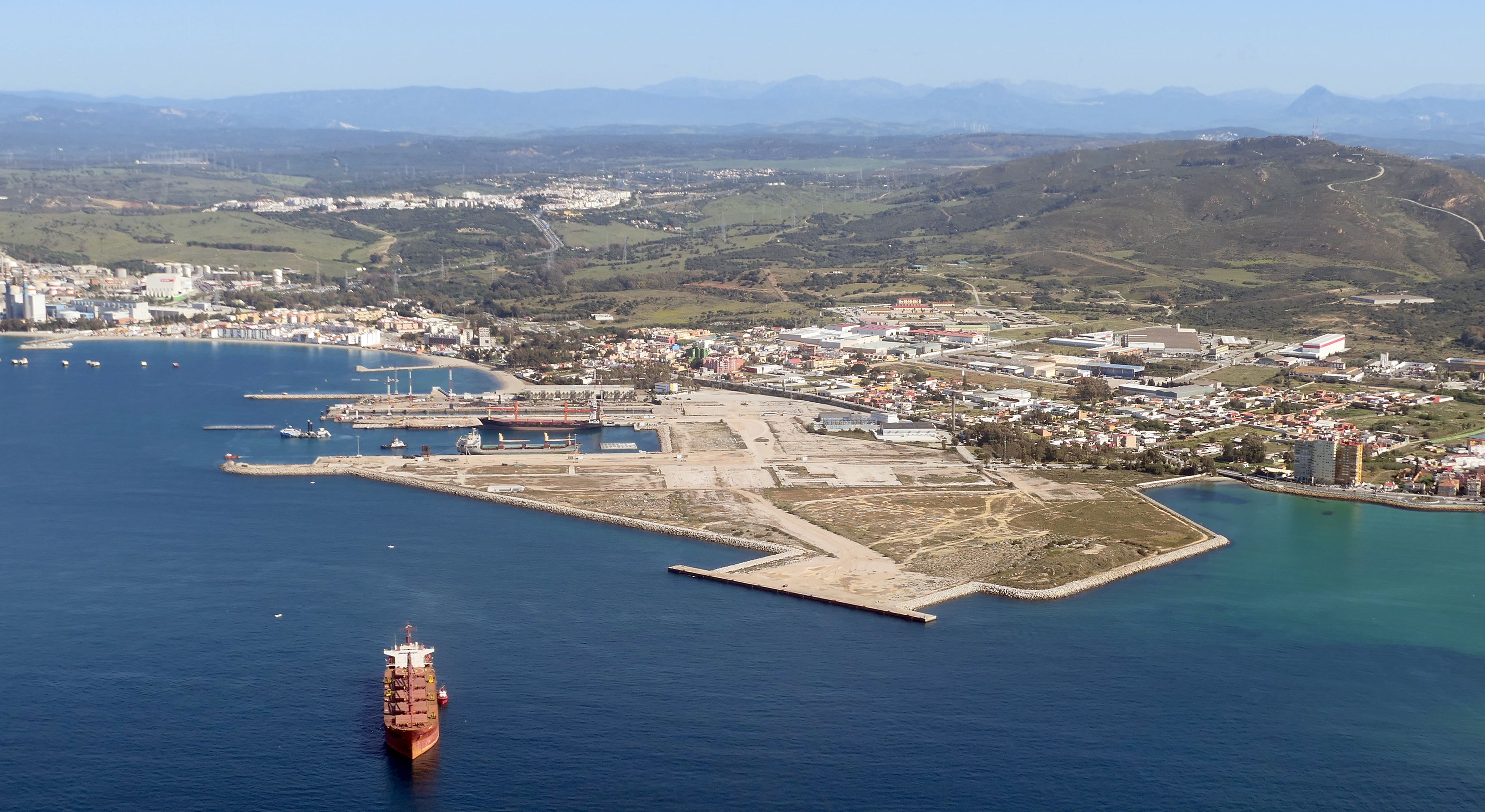
Las instalaciones de Campamento.

Como resultado de este proyecto, Dragados Offshore propone la fabricación de otro cajón de hormigón. Se trata de una planta de recepción y regasificación de gas natural licuado y una plataforma semisumergible de perforación para aguas profundas. Proyecto que de hacerse realidad podría crear unas expectativas similares al anterior dando trabajo entre 1200 a 2200 personas y a un centenar de contratas.
En las instalaciones de Campamento, el astillero Cernaval ha puesto en marcha un dique seco que llevaba fuera de servicio unos veinte años. Se trata de la ampliación de la concesión ya existente con 37.000 metros cuadrados más, permitiendo triplicar la capacidad de trabajo del astillero. Estas instalaciones harán factible la reparación del cualquier buque que entre en la Bahía, pudiendo acoger buques de hasta cuatrocientos metros de eslora y cincuenta de manga. A este dique seco hay que añadir el dique flotante existente en el astillero con capacidad para buques de hasta 170 metros.
Estas instalaciones aportan un valor añadido a la Bahía de Algeciras, dotando al Estrecho de un servicio de gran importancia para el medio ambiente para posibles accidentes marítimos que puedan surgir en el entorno de la Bahía. Las instalaciones se pueden usar en caso de emergencia como dique refugio.
Otro núcleo industrial importante de la localidad se encuentra en su Polígono Empresarial, en el que se producen diferentes actividades económicas, y el que está inmerso en una gran reforma estructural.

## Comunicaciones y transporte

### Carretera
Campamento está atravesado por la carretera N-351, y por lo tanto, dicha travesía es de paso obligado para acceder a la localidad de La Línea de la Concepción y la colonia inglesa de Gibraltar. Como alternativa y acceso al polígono empresarial de Campamento se puede tomar la CA-2321 desde Puente Mayorga.

### Autobús
Campamento está incluido en la zona B del Consorcio de Transporte Metropolitano del Campo de Gibraltar. Todas las rutas de autobuses metropolitanos con origen y destino La Línea realizan parada en Campamento.
| Líneas de autobús con parada en Campamento | Líneas de autobús con parada en Campamento | Líneas de autobús con parada en Campamento |
| Línea                                      | Trayecto                                   | Empresa                                    |
| ------------------------------------------ | ------------------------------------------ | ------------------------------------------ |
| M-120                                      | Algeciras-La Línea                         | Comes                                      |
| M-121                                      | Los Barrios-La Línea                       | Comes                                      |
| M-230                                      | San Roque-La Línea                         | Comes y Portillo                           |
| M-240                                      | Estepona-La Línea                          | Portillo                                   |
| M-270                                      | San Pablo-Jimena-Castellar-La Línea        | Comes                                      |
| M-271                                      | Tesorillo-La Línea                         | Comes                                      |
| Autobuses urbanos                          |                                            |                                            |
| 4                                          | San Roque Centro-Campamento                | Esteban                                    |

### Ferrocarril
Un ramal del ferrocarril Bobadilla-Algeciras, exclusivo de mercancías, parte desde la Estación de San Roque con destino a Campamento, aunque actualmente solo está en servicio hasta la refinería de Gibraltar-San Roque. El resto del ramal está en desuso, aunque existe un proyecto de recuperarlo para conformar el acceso ferroviario al Puerto de Campamento. 
Conllevará un nuevo trazado a partir del punto kilométrico 5,959, a la altura del cuartel militar, que girará mediante sendas curvas contrapuestas, de 500 y 300 metros de radio, hasta situarse en una alineación recta perpendicular a la costa coincidente con la avenida de Granada, bajo la cual discurre hasta llegar al muelle de Campamento. 
La primera parte, en curva, se proyecta en falso túnel bajo terreno militar, previéndose su excavación a cielo abierto. La construcción del resto del túnel se plantea mediante pantallas exteriores, contrabóveda y losa superior de cubierta. La longitud total del túnel es de 1.535 metros, con salidas de emergencia. 
El tramo final, ya en el muelle de Campamento, enlazará mediante vía encastrada en el pavimento de la explanada portuaria, con las instalaciones de la futura terminal intermodal de Crinavis que deberá construir la Autoridad Portuaria Bahía de Algeciras en el interior del puerto. La longitud total del nuevo acceso, en vía única sobre traviesas polivalentes de hormigón y sin electrificar, es de 5.780 metros.

## Costa
La playa de Campamento está situada en la bahía de Algeciras entre las barriadas de Puente Mayorga y Campamento. Es una playa de unos 1200 metros de longitud y 20 metros de anchura media. Apta para el baño, esta playa posee un pequeño embarcadero de uso público para pequeñas y medianas embarcaciones, que es usado por los residentes de la marina. 
Dispone de gran cantidad de servicios, como recogida de basuras, duchas, aseos y una línea de autobuses que comunica con San Roque Centro y con la estación de autobuses de la vecina localidad de La Línea de la Concepción.

## Ocio y gastronomía
El proyecto de ocio de la pedanía situado en la Finca de los Russos consiste en la construcción de una pista de patinaje, un campo de minigolf, pistas de pádel y una Casa-club. Se trataría de una concesión administrativa durante de 30 o 40 años controlada por el Ayuntamiento como se gestiona actualmente el campo municipal de golf de La Cañada (Sotogrande).
La finca cuenta también con una amplia zona ajardinada con árboles autóctonos, en la que se proyectará un parque. Con la otra finca de Los Russos, La Rosaleda que cuenta con una casa de estilo colonial por rehabilitar, se proyecta realizar un pequeño hotel para alojamiento de la gente de la industria y de Crinavis.
Más zonas deportivas previstas en la zona son el campo de fútbol, que además incluirá pistas de pádel.
Otra alternativa de ocio en esta pedanía sanroqueña son la multitud de bares y restaurantes que se ubican principalmente en su calle Real; entre otros: Bar-Restaurante El Bernal (Cerrado por duelo en 2017) Bar Tres Hermanos y Bar Los Niños; Restaurante Casa Pedro, Restaurante Oriental "Wok", Restaurante El Tendio o El Nido; Ventas El Fogón del Toro o La Guita; Mesones La Posada de Millán y La Bodeguita; también los pubs Savoy y Ecu, o una discoteca-terraza llamada "El Flexo". Además en la entrada norte de la pedanía se encuentra el mayor exponente gastronómico de la bahía "Restaurante Los Remos" (Antiguo Palacete Victoriano, herencia de la gran influencia Británica de la zona).

## Naturaleza

### Flora
Al este de Campamento se encuentra Sierra Carbonera, un pequeño conjunto orográfico situado en el límite entre los términos municipales de San Roque y La Línea de la Concepción, al norte del peñón de Gibraltar. Antiguamente se encontraba poblado por quejigos y alcornoques.
Una curiosidad de la flora se encuentra en una villa privada, localizada en los jardines de la finca "Los Russos", frente a la marina. Se trata del árbol del pan, un árbol originario de América, traído de las Indias por los exploradores españoles y que en España se puede encontrar en algunos jardines de las Islas Canarias.

### Fauna
Al oeste de esta pedanía se encuentra la bahía de Algeciras y con ella la fauna autóctona típica de este enclave; además con relativa frecuencia se avistan en ella tanto delfines como ballenas jorobadas, que desde antaño se han resguardado en esta bahía.